# Berchtold Haller

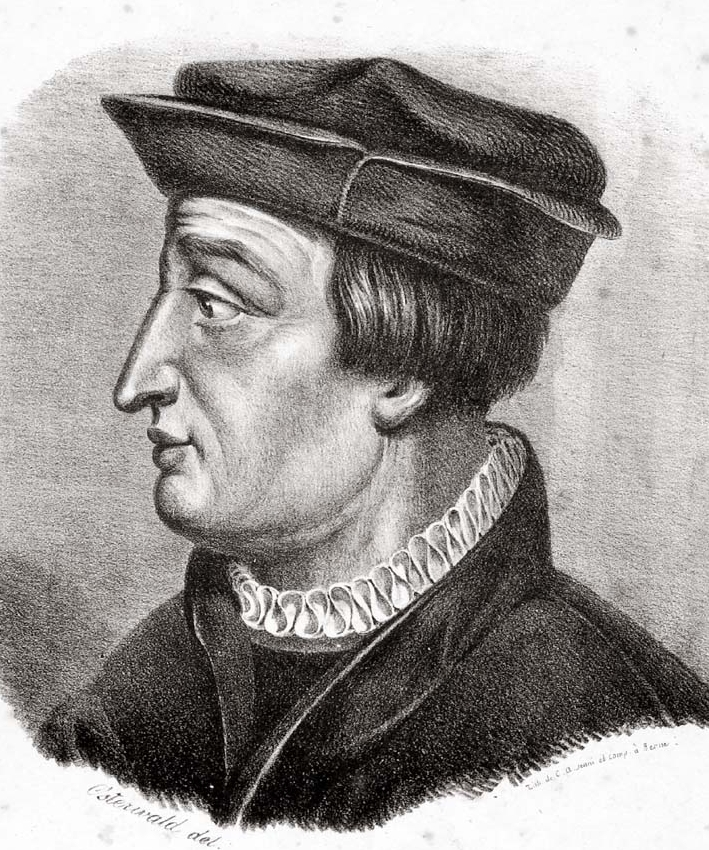
Berchtold Haller

Berchtold Haller, född 1492, död 1536, var en schweizisk reformert präst, känd som "Berns reformator".
Haller var präst i Bern där reformationen genomfördes under hans ledning.